# ده بلسه
دی بلس (به هلندی: De Blesse) یک منطقهٔ مسکونی در هلند است که در وست‌استلینگ‌ورف واقع شده‌است. دی بلس ۸۰۲ نفر جمعیت دارد.